# Уразаево (Азнакаевский район)
Ураза́ево (тат. Уразай) — село в Азнакаевском районе Республики Татарстан. Административный центр и единственный населённый пункт Уразаевского сельского поселения.

## Этимология
Топоним произошёл от татарского антропонима «Уразай».

## География
Село расположено в Восточном Закамье на реке Стярле, в 4 км к востоку от города Азнакаево.
В 0,5 км к северу от села находится государственный природный заказник Чатыр-Тау.

## История
Являлось поселением башкир-вотчинников Юрмийской волости. 
Во время IV ревизии (1782 год), материалы которой сохранились не полностью, в деревне Уразаева были учтены 57 душ мужского пола тептярей, входивших в команду старшины Нагайбака Асанова. По сведениям 1816 года, тептяри «были припущены башкирцами без договора и безоброчно». Учёт населения 1834 года (VIII ревизия) обнаружил в Уразаево 88 башкир-припущенников, а также 36 ревизских душ тептярей, проживавших здесь «по договору с башкирами на татарском диалекте».
Часть жителей деревни Уразаево переселилась на правый берег реки Ик в деревню Муллино (ныне часть города Октябрьский). В 1850 году их было 12 человек обоего пола.
В «Списке населенных мест по сведениям 1859 года», изданном в 1864 году, населённый пункт упомянут как казённая и башкирская деревня Уразаева (Медведева) 4-го стана Бугульминского уезда Самарской губернии. Располагалась при речке Стерле, по левую сторону почтового тракта из Бугульмы в Уфу, в 40 верстах от уездного города Бугульмы и в 32 верстах от становой квартиры в казённом селе Ефановка (Крым-Сарай, Орловка, Хуторское). В деревне в 98 дворах жили 773 человека (370 мужчин и 403 женщины). Была мечеть.

## Население
Изменение численности населения, источник — .
| 1859 | 1889 | 1897 | 1910 | 1920 | 1926 | 1938 | 1949 | 1958 | 1970 | 1979 | 1989 |
| ---- | ---- | ---- | ---- | ---- | ---- | ---- | ---- | ---- | ---- | ---- | ---- |
| 773  | 1135 | 1215 | 1399 | 1465 | 1504 | 1445 | 1018 | 942  | 817  | 667  | 591  |

| 2002 | 2012 | 2013 | 2014 | 2015 | 2016 | 2017 |
| ---- | ---- | ---- | ---- | ---- | ---- | ---- |
| 726  | ↘706 | ↘674 | ↗681 | ↘679 | ↗689 | ↘682 |
| 2018 | 2019 | 2020 | 2024 |      |      |      |
| ↘653 | ↘646 | ↘637 | ↗708 |      |      |      |

Национальный состав
Согласно результатам переписи 2002 года, в национальной структуре населения татары составили 95 %.

## Религия
В 1992 году в селе была построена мечеть «Ихлас», в 2003 году — «Ак мэчет».